# Itajobi (ort)
Itajobi är en ort i Brasilien.   Den ligger i kommunen Itajobi och delstaten São Paulo, i den sydöstra delen av landet, 600 km söder om huvudstaden Brasília. Itajobi ligger 467 meter över havet och antalet invånare är 12 231.
Terrängen runt Itajobi är huvudsakligen platt. Itajobi ligger nere i en dal. Itajobi är det största samhället i trakten.
Omgivningarna runt Itajobi är en mosaik av jordbruksmark och naturlig växtlighet. Runt Itajobi är det ganska glesbefolkat, med 34 invånare per kvadratkilometer.